# نيل سميث (لاعب كريكت بريطاني)
نيل سميث (1 أبريل 1949 - 4 مارس 2003) (بالإنجليزية: Neil Smith)‏ هو لاعب كريكت بريطاني.
لعب ثماني مباريات من الدرجة الأولى لنادي مقاطعة يوركشاير للكريكيت عامي 1970 و 1971 قبل أن ينتقل إلى إسكس حيث تمتع بمهنة ناجحة في المقاطعة حتى عام 1981